# Serradilla
Serradilla è un comune spagnolo di 1 881 abitanti situato nella comunità autonoma dell'Estremadura.